# Krzywki-Piaski
Krzywki-Piaski (prononciation : [ˈkʂɨfki ˈpjaski]) est un village polonais de la gmina de Szreńsk dans le powiat de Mława de la voïvodie de Mazovie dans le centre-est de la Pologne.
Il se situe à environ 6 kilomètres au nord de Szreńsk (siège de la gmina), 18 kilomètres au sud-ouest de Mława (siège du powiat) et à 112 kilomètres au nord-ouest de Varsovie (capitale de la Pologne).

## Histoire
De 1975 à 1998, le village appartenait administrativement à la voïvodie de Ciechanów.